# 파리공원
파리 공원은 서울특별시 양천구 목동에 있는 공원이다.
1986년, 대한민국과 프랑스의 수교 100주년을 기념하여 프랑스 파리시에 서울광장을 세우고 대한민국 서울특별시에는 파리 광장을 세우기로 하였고, 1987년 7월 1일, 서울특별시 양천구 목동에 있던 근린 공원을 개조한 파리 공원이 문을 열게 되었다.
기념공원으로서의 상징성과 근린공원으로서의 편익성을 함께 갖추고 있다. 프랑스와의 우호, 교류, 호혜, 친목 등의 수교이념을 상징하는 뜻에서 한국의 영역으로서 서울광장과 연못을, 프랑스 영역으로서 파리 광장을, 그리고 한국과 프랑스가 함께 어우러지는 의미로 한불마당을 만들었다. 서울광장에는 태극문양으로 바닥포장을 하고 벽화와 벽천을 설치했으며, 파리 광장은 프랑스 양식의 무늬화단을 조성하였다
주요 시설로는 광장, 게이트볼장, 농구대, 분수대, 야외 무대, 역기, 연못, 철봉 등이 있다. 그리고 이용의 편의를 위해 주변에 주차장이 마련되어 있다.

## 역사 및 배경
1866년 병인양요를 거쳐서 1886년 조선왕조 후기에 맺어진 조불수호통상조약(朝佛守護通商造約) 체결 100주년이 되었던 해인 1986년에 대한민국 정부와 프랑스 정부 그리고 서울특별시와 프랑스 파리 시(市)간의 우호증진과 두 도시간의 상호교류와 친목을 상징하는 목적으로 세워졌다. 프랑스는 영국, 독일, 이탈리아와 더불어 조선왕조와 관계를 맺었던 유럽 국가로 1905년 을사조약에 의해 국교가 단절되었다가 1949년 대한민국 정부의 수립 이후 한불 수교가 이뤄졌으며 1950년 한국 전쟁 당시에는 유엔 군(軍) 파병 21개국의 일원으로 당시 프랑스 해군이 파병되어서 북한군과 전투를 벌였다. 프랑스의 한국전쟁 참전과도 더불어서 한불간 우호증진과 상호간 교류협력을 상징하는 의미로 두 나라의 수도인 서울과 파리의 우호와 친선을 상징하고 있다.

## 참고 자료
- 파리공원 - 서울의 공원

 본 문서에는 서울특별시에서 지식공유 프로젝트를 통해 퍼블릭 도메인으로 공개한 저작물을 기초로 작성된 내용이 포함되어 있습니다.